# Glami
GLAMI je vyhledávač módy z internetových obchodů. Firma byla založena v roce 2013 pod názvem Domodi. V roce 2015 došlo k jejímu přejmenování na GLAMI. Většinový podíl ve firmě drží investiční skupina Miton. Zakladatelem firmy je Tomáš Hodboď, který předtím spoluzakládal srovnávač cen Heureka, dřívější projekt skupiny Miton. 
V roce 2017 GLAMI vstoupilo do Maďarska, jako svůj devátý trh. V roce 2018 GLAMI koupilo největší vyhledávač módy v Řecku Ntynomai.gr a tím vstoupilo na řecký trh. Zároveň se rozšířilo do Turecka a Ruska.
GLAMI v roce 2019 působilo na čtrnácti trzích včetně Brazílie. Celkem spolupracuje s více než tři tisíce e-shopy a zprostředkuje jim obrat přes pět miliard korun. V tomto roce také spustilo vyhledávač zaměřující se výhradně na udržitelnou módu Glami.eco.
GLAMI stojí za projektem Fashion (Re)search, který má za cíl vytvořit jeden komplexní zdroj informací o tuzemském online obchodu s módou.

## Marketing a ocenění
V roce 2019 GLAMI získalo ocenění Deloitte Technology Fast 50 CE, kterým jsou oceňovány nejrychleji rostoucí technologické společnosti ve střední Evropě. V roce 2020 získalo první místo v soutěži Googlu YouTube Works, konkrétně v kategorii "Nejlepší využití YouTube pro výkonnostní marketing".